# Ignace de La Potterie
Ignace de La Potterie SJ (ur. 24 czerwca 1914 w Waregem, zm. 11 września 2003 w Heverlee) – belgijski teolog, biblista, wieloletni profesor rzymskiego instytutu Biblicum, kapłan rzymskokatolicki, jezuita, autor wielu publikacji z zakresu: egzegezy i teologii Ewangelii, szczególnie pism i teologii Jana Ewangelisty; historii egzegezy chrześcijańskiej i zagadnień hermeneutycznych.

## Życiorys
W latach 1925–1932 uczył się w liceum klasycznym przy kolegium jezuickim w Gandawie, wstąpił do nowicjatu w tym samym mieście 23 września 1932. Odbył studia filozoficzne i teologiczne w fakultecie jezuickim w Leuven, święcenia otrzymał 24 sierpnia 1945.
W latach 1947–1950 studiował w Papieskim Instytucie Biblijnym w Rzymie, 17 czerwca 1949 r. otrzymał stopnień Licencjata Nauk Biblijnych. 3 czerwca 1965 r. obronił w tej samej uczelni tezę doktorską: "Alêtheia". Janowa koncepcja prawdy i jej wcześniejsze przejawy w historii (“Alêtheia”. La notion johannique de vérité et ses antécédents historiques). Promotorem był Stanislas Lyonnet S.J.
W latach 1950–60 wykładał biblistykę w fakultecie jezuickim w Leuven, następnie od 1961 do emerytury w 1984 pracował w Rzymie w Biblicum (Papieski Instytut Biblijny). Wykładał aż do 1989 r. Był członkiem Papieskiej Komisji Biblijnej oraz konsultorem Kongregacji Nauki Wiary.

## Publikacje

### Wybrane przekłady polskie
- Współautor Słownika Teologii Biblijnej, opracował m.in.:
  - Dziewictwo. W: Słownik teologii biblijnej. X. Léon-Dufour (red.), K. Romaniuk (tłum. i oprac.). Wyd. 4. Poznań: Pallottinum, 1994, s. 253-256. ISBN 83-7014-224-9.
- Polskie wydanie Communio:
  - Czytanie Pisma Świętego «w Duchu»: czy możliwe jest obecnie patrystyczne czytanie Biblii?. „Communio”. 33 (1986). s. 42-57.
  - Cudowne rozmnożenie chleba. „Communio”. 54.brak numeru strony
  - Zapowiedź Maryi w Starym Testamencie. „Communio”. 120 (2000).brak numeru strony
- Modlitwa Jezusa. Kraków: WAM, 1996, seria: Myśl Teologiczna. Brak numerów stron w książce

### Wybrane pozycje obcojęzyczne

#### Książki
- Studi di cristologia giovannea, Marietti, Turyn 1986
- La passion de Jésus selon l’évangile de Jean. Texte et Esprit (Lire la Bible), Les Éditions du Cerf, Paryż 1986
- Marie dans le mystère de l'Alliance (Jésus et Jésus Christ 34), Desclée, Paryż 1988
- Il mistero del cuore trafitto. Fondamenti biblici della spiritualità del cuore di Gesù, EDB, Bolonia 1988
- La vérité dans Saint Jean. I: Le Christ et la vérité. L'Esprit et la vérité; II: Le croyant et la vérité (Analecta Biblica 73-74), P.I.B., Rzym 1977, drugie wyd. przejrzane 1999

#### Artykuły
- Structura primae partis Evangelii Johannis (capita III et IV). „Verbum Domini”. 47 (1969). s. 130-140.
- La Mère de Jésus et la conception virginale du Fils de Dieu. Etude de théologie joahannique. „Marianum”. 40 (1978). s. 41-90.